# Peter Gojowczyk
Peter Gojowczyk (Dachau, 15 de juliol de 1989) és un tennista professional alemany.
Després de classificar-se per a disputar l'Open d'Austràlia de 2014, va entrar al Top 100 de l'ATP per primera vegada. En el seu palmarès només hi ha un títol individual en el circuit ATP.

## Palmarès: 1 (1−0)

### Individual: 3 (1−2)
| Llegenda                          |
| --------------------------------- |
| Grand Slams (0−0)                 |
| ATP Finals (0−0)                  |
| ATP World Tour Masters 1000 (0−0) |
| ATP World Tour 500 (0−0)          |
| ATP World Tour 250 (1−2)          |

| Títols per superfície |
| --------------------- |
| Dura (1−1)            |
| Gespa (0−0)           |
| Terra batuda (0−1)    |

| Resultat  | Núm. | Data                   | Torneig                    | Superfície   | Oponent          | Marcador |
| --------- | ---- | ---------------------- | -------------------------- | ------------ | ---------------- | -------- |
| Guanyador | 1.   | 24 de setembre de 2017 | Metz, França               | Dura (i)     | Benoît Paire     | 7−5, 6−2 |
| Finalista | 1.   | 25 de febrer de 2018   | Delray Beach, Estats Units | Dura         | Frances Tiafoe   | 1−6, 4−6 |
| Finalista | 2.   | 26 de maig de 2018     | Ginebra, Suïssa            | Terra batuda | Márton Fucsovics | 2−6, 2−6 |

## Trajectòria

### Individual
| Open d'Austràlia | A   | A   | 1R  | Q1  | 1R  | 1R  | 1R  | Q1   | 2R    | 1R    | 2R  | Q1    | 1R | 0 / 8   | 2 – 8   |
| Roland Garros | A   | A   | Q3  | Q1  | Q2  | Q1  | Q3  | Q3   | 1R    | 1R    | Q1  | 1R    | 1R | 0 / 4   | 0 – 4   |
| Wimbledon | A   | A   | Q1  | Q2  | Q1  | Q1  | Q1  | 2R   | 1R    | 1R    | NC  | Q1    | 1R | 0 / 4   | 1 – 4   |
| US Open | A   | A   | Q3  | 2R  | 2R  | Q3  | Q1  | Q3   | 1R    | Q1    | 1R  | 4R    | 1R | 0 / 6   | 5 – 6   |
| Total Victòries−Derrotes                                                                                                   | 0−1 | 0−0 | 0−1 | 1−1 | 8−9 | 1−3 | 1−2 | 14−9 | 23−25 | 10−21 | 1−3 | 13−10 |    | 72 – 88 | 72 – 88 |
| Rànquing a final d'any | 494 | 250 | 181 | 162 | 79  | 194 | 189 | 60   | 59    | 118   | 145 | 86    |    |         |         |
| Llegenda: G: Guanyador; F: Finalista; SF: Semifinalista; QF: Quarts de final; Q: Qualificació; A: Absent; RR: Round Robin; |     |     |     |     |     |     |     |      |       |       |     |       |    |         |         |